# 48 heures par jour
Pour plus de détails, voir Fiche technique et Distribution.
48 heures par jour est un film français réalisé par Catherine Castel, sorti en 2008.

## Synopsis
Promise à un brillant avenir professionnel mais fatiguée de plafonner dans sa carrière parce qu'elle doit aussi s'occuper de ses enfants, Marianne rêverait d'inverser les rôles avec son mari Bruno pour qu'il rentre plus tôt s'occuper du foyer et qu'elle puisse à son tour se consacrer davantage à son job ! Du rêve à la réalité, une comédie sur le sort des femmes d'aujourd'hui qui jonglent en permanence entre boulot, enfants et maison, souvent seules à tout supporter.

## Fiche technique
- Titre français : 48 heures par jour
- Réalisation : Catherine Castel
- Scénario : Serge Adam et Catherine Castel
- Décors : Jean-Pierre Clech
- Costumes : Juliette Chanaud
- Photographie : Antoine Roch
- Musique : Jacques Davidovici
- Montage : Marie Castro
- Son : Thomas Lascar
- Société de production : La Mouche du Coche Films
- Société de co-production : TF1 Films Production
- Pays d'origine :  France
- Genre : comédie
- Durée : 89 minutes
- Date de sortie : 
  - France : 4 juin 2008

## Distribution
- Aure Atika : Marianne
- Antoine de Caunes : Bruno
- Catherine Jacob : Laura
- Victoria Abril : Anna
- Bernadette Lafont : Mélina
- Aurore Clément : Hélène Lecomte
- François-Xavier Demaison : l'animateur TV
- Manon Boisseau : Pauline Tellier
- Yves Jacques : Arnaud
- Tristan Aldon : Clément Tellier
- Jean-Yves Chatelais : François Lecomte
- Mathias Mlekuz : Philippe
- Marc Rioufol : Bertrand
- Sandrine Dumas : Lucie Guérin
- Fred Bianconi : Patrick
- Florence d'Azémar : Corinne
- Diane Dassigny : Marie-Ange
- Nathalie Boileau : la caissière
- Cécile Telerman : la libraire
- Manuel Botelho : le livreur